# 外山麻衣
外山 麻衣（そとやま まい、5月16日 - ）は、元フリーアナウンサー。

## 来歴・人物
- 元テレビ新潟、テレビ埼玉の契約アナウンサー。
- 東京都練馬区出身。
- 一般企業で社会経験をした後、2004年にテレビ新潟の契約アナウンサーとなり、2006年4月1日から2008年3月まではテレビ埼玉に勤務。主にニュース番組を担当していた。
- 現在は、企業開発コンサルタントとして活動。こうした事情により、2013年春までに所属してきたTCP Artistを離れた。

## 過去の出演番組

### テレビ新潟時代の出演番組
- 夕方ワイド新潟一番
- とことんアルビ!!
- とことんアルビ!!DX

### テレビ埼玉時代の出演番組
- ひるたま（水・木・金ニュース担当）
- ごごたま（月・火・金ニュース担当）
- NEWS930（月・火担当）
- こんにちは県議会です